# Hypena nuta
Hypena nuta är en fjärilsart som beskrevs av Swinhoe. Hypena nuta ingår i släktet Hypena och familjen nattflyn. Inga underarter finns listade i Catalogue of Life.